# 広島地方検察庁
広島地方検察庁（ひろしまちほうけんさつちょう）は、広島県広島市にある日本の地方検察庁の一つで、広島県を管轄している。略称は、広島地検（ひろしまちけん）。呉・尾道・福山・三次に支部を置いている。
本庁内に常設されている特別刑事部は、全国の主要検察庁（特別捜査部がある東京・大阪・名古屋の各地検を除く）に置かれ、特捜部と同様に独自捜査を行っている。

## 所在地
- 本庁 - 広島市中区上八丁堀2-31 広島法務総合庁舎　北緯34度24分2秒 東経132度27分50秒 / 北緯34.40056度 東経132.46389度
JR山陽線・山陽新幹線・芸備線 広島駅から徒歩20分
広島バスセンターから徒歩15分
広電バス「検察庁前」バス停から徒歩1分
広島電鉄（バス）・広島交通バス・広島バス・JRバス中国「合同庁舎前」バス停から徒歩3分
- 呉支部 - 呉市宝町9-15 呉法務合同庁舎　北緯34度14分30.5秒 東経132度33分1秒 / 北緯34.241806度 東経132.55028度
- 尾道支部 - 尾道市新浜1丁目12-2　北緯34度24分6.2秒 東経133度10分52.4秒 / 北緯34.401722度 東経133.181222度
JR山陽線 尾道駅から徒歩20分
おのみちバス「尾道市農協前」バス停から徒歩3分
- 福山支部 - 福山市三吉町1丁目7-2 福山法務合同庁舎　北緯34度29分38.5秒 東経133度22分24.5秒 / 北緯34.494028度 東経133.373472度
JR山陽線・山陽新幹線・福塩線 福山駅から徒歩20分
中国バス「三吉町」バス停から徒歩3分
- 三次支部 - 三次市三次町1777-3　北緯34度48分47秒 東経132度50分35.4秒 / 北緯34.81306度 東経132.843167度
JR芸備線 三次駅から徒歩25分、バスで10分、広島電鉄・備北交通・中国バス（バス）「三次小学校前」バス停から徒歩3分

## 管轄
- 本庁
  - 広島区検察庁（広島市（中区・東区・南区・西区・安芸区・佐伯区・安佐南区（安佐南区役所祇園出張所及び沼田出張所の各所管区域）・廿日市市・安芸郡）
  - 東広島区検察庁（東広島市・三原市（大和町））
  - 可部区検察庁（広島市（安佐北区・安佐南区（安佐南区役所祇園出張所及び沼田出張所の各所管区域を除く）・山県郡・安芸高田市（八千代町））
  - 大竹区検察庁（大竹市）
- 呉支部
  - 呉区検察庁（呉市・江田島市）
  - 竹原区検察庁（竹原市・豊田郡大崎上島町）
- 尾道支部
  - 尾道区検察庁（尾道市・三原市（大和町を除く）・世羅郡世羅町（世羅町本庁所管区域））
- 福山支部
  - 福山区検察庁（福山市・神石郡神石高原町）
  - 府中区検察庁（府中市・庄原市（総領町）・三次市（甲奴町））
- 三次支部
  - 三次区検察庁（三次市（甲奴町を除く）・安芸高田市（八千代町を除く）・世羅郡世羅町（せらにし支所所管区域））
  - 庄原区検察庁（庄原市（総領町を除く））

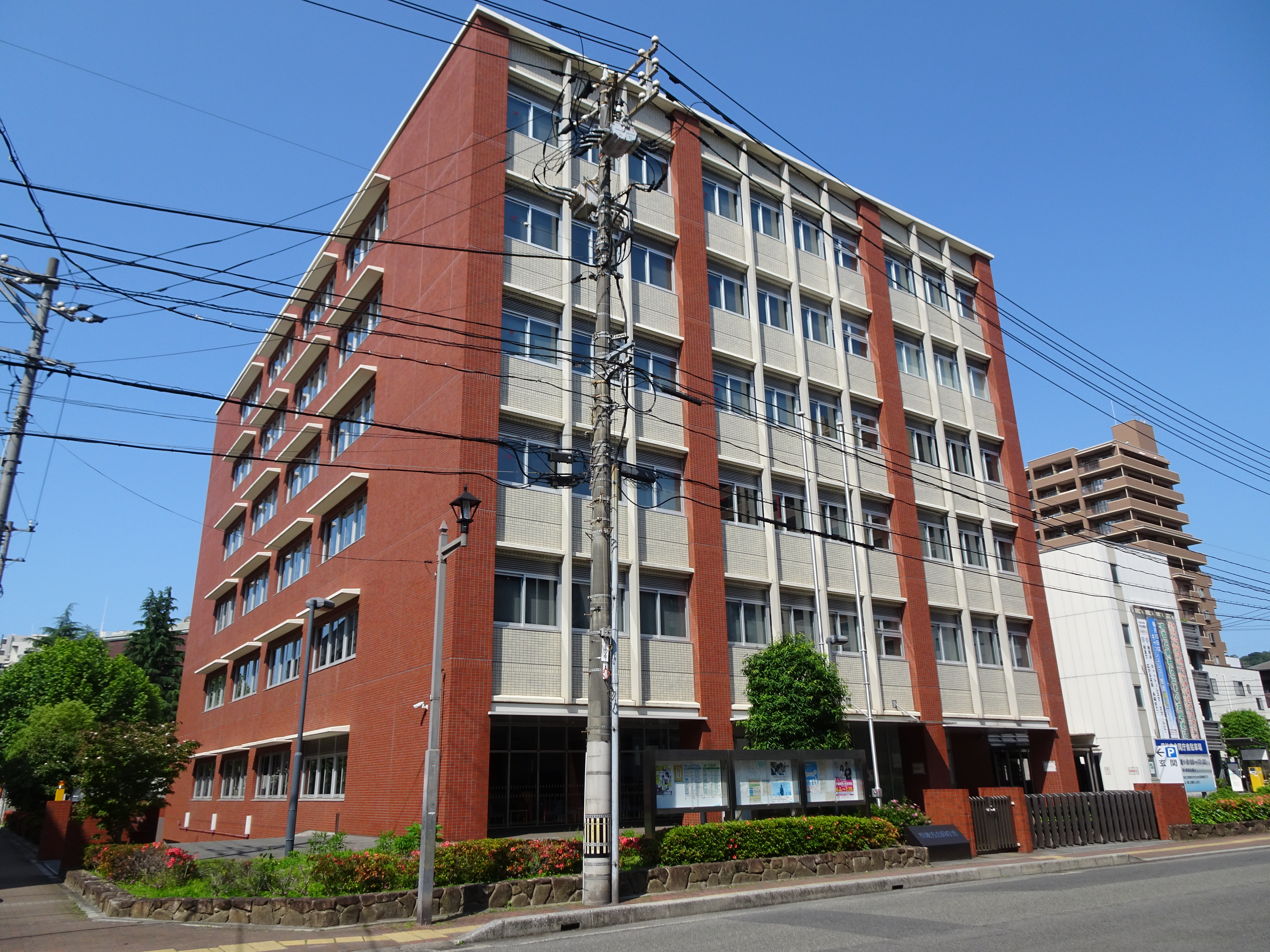
呉支部・呉区検察庁・竹原区検察庁が置かれている呉地方合同庁舎
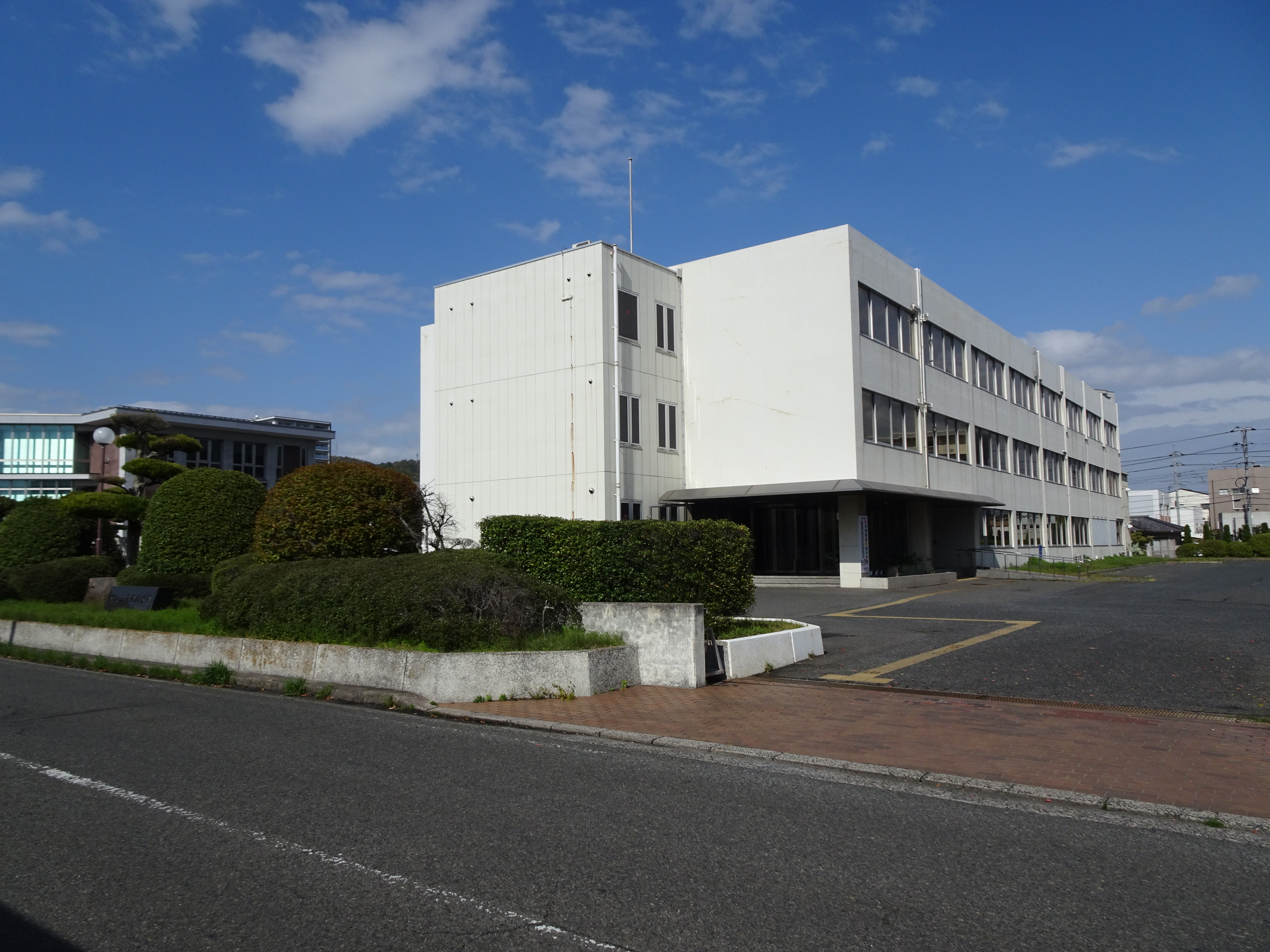
福山支部
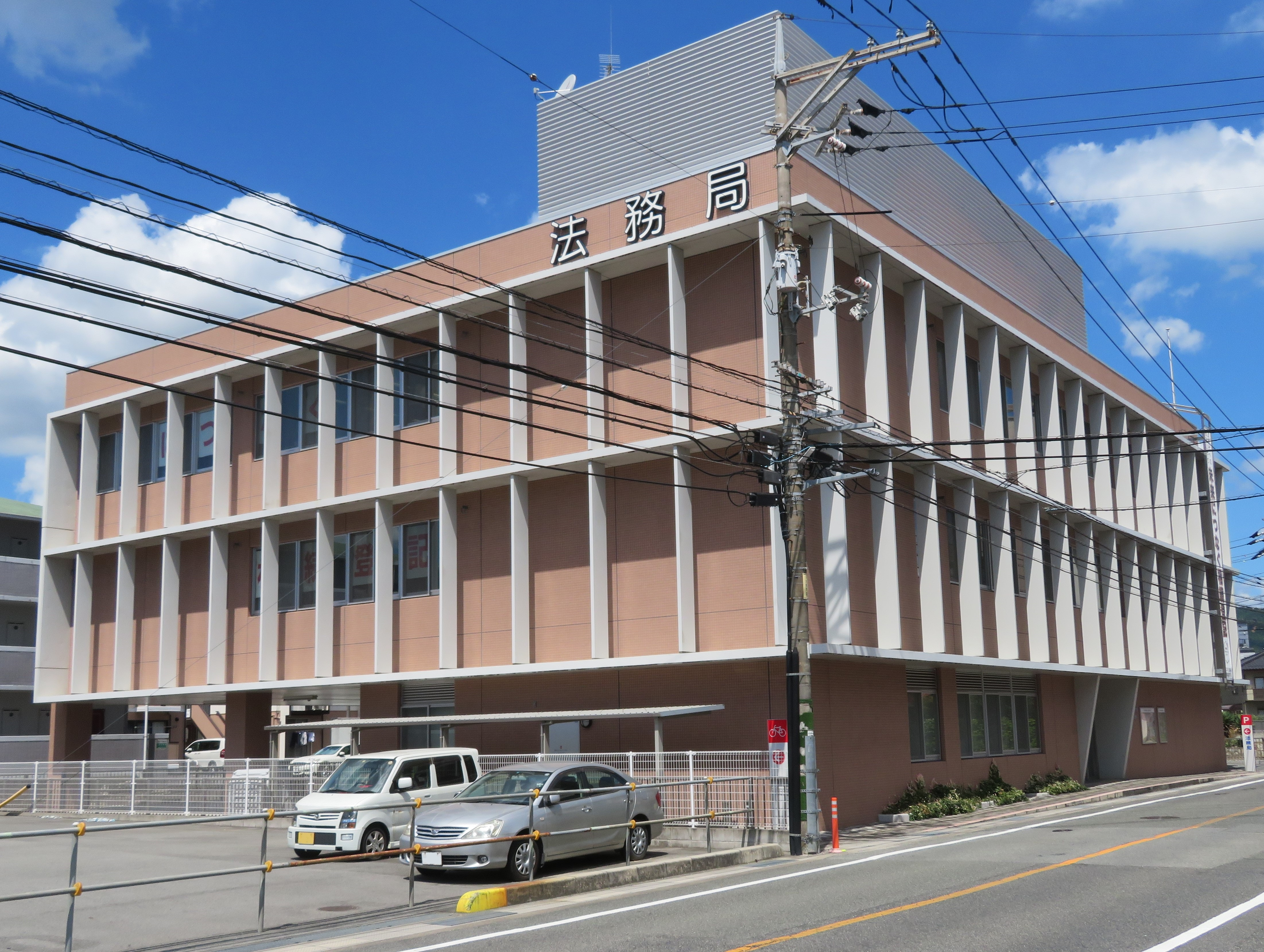
東広島区検察庁